# Radsportler des Jahres (Österreich)
Der Radsportler des Jahres von Österreich wird seit 1995 jährlich vom Österreichischen Radsport-Verband gekürt.

## Organisation
Die Wahl wird vom Österreichischen Radsport-Verband organisiert. Wahlberechtigt waren Trainer, Funktionäre und Journalisten. Bis einschließlich 2020 gab es nur eine Kategorie, und die Frauen wurden mit den Männern gemeinsam gewertet. Seit 2020 fallen die Entscheidungen durch eine Expertenjury und eine Publikumsbefragung.

## Liste der Geehrten
Der Tiroler Georg Totschnig wurde vier Mal zum «Radsportler des Jahres» gewählt (1995, 2000, 2004, 2005) und der Steirer Bernhard Eisel konnte sich den Titel bereits drei Mal sichern (2006, 2010, 2011). Im Jänner 2017 hatte Daniel Federspiel (Eliminator-Weltmeister 2015 und 2016) die Nachfolge von Junioren-Weltmeister Felix Gall angetreten und wurde zum «Radsportler des Jahres 2016» gewählt.

### Elite gemischt, ab 2021 nur Männer
- 1995 Georg Totschnig
- 1996 Peter Luttenberger
- 1997 Gerrit Glomser
- 1998 René Haselbacher
- 1999 Gerhard Trampusch
- 2000 Georg Totschnig -2-
- 2001 Franz Stocher
- 2002 Gerrit Glomser -2-
- 2003 Franz Stocher -2-
- 2004 Georg Totschnig -3-
- 2005 Georg Totschnig -4-
- 2006 Bernhard Eisel
- 2007 Christiane Soeder
- 2008 Boris Tetzlaff
- 2009 Elisabeth Osl
- 2010 Bernhard Eisel -2-
- 2011 Bernhard Eisel -3-
- 2012 Alexander Gehbauer
- 2013 Riccardo Zoidl
- 2014 Matthias Brändle[3]
- 2015 Felix Gall
- 2016 Daniel Federspiel
- 2017 Stefan Denifl
- 2018 Laura Stigger
- 2019 Patrick Konrad[4]
- 2020 Felix Großschartner[5]
- 2021 Patrick Konrad -2-[6][7]
- 2022 Marco Haller[8]
- 2023 Felix Gall -2-[9]
- 2024 Marco Haller -2-[10]

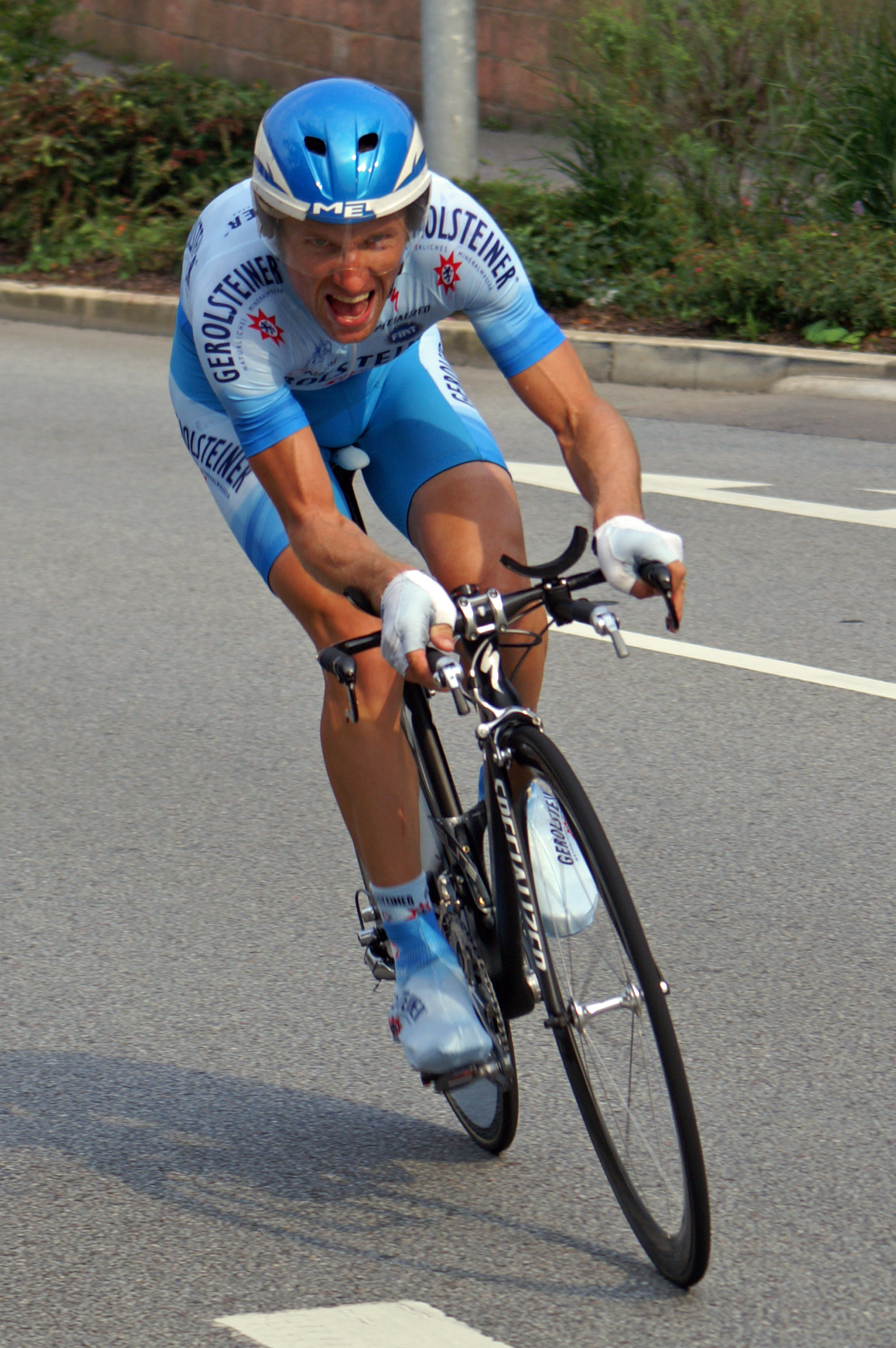
Georg Totschnig (1995, 2000, 2004, 2005)
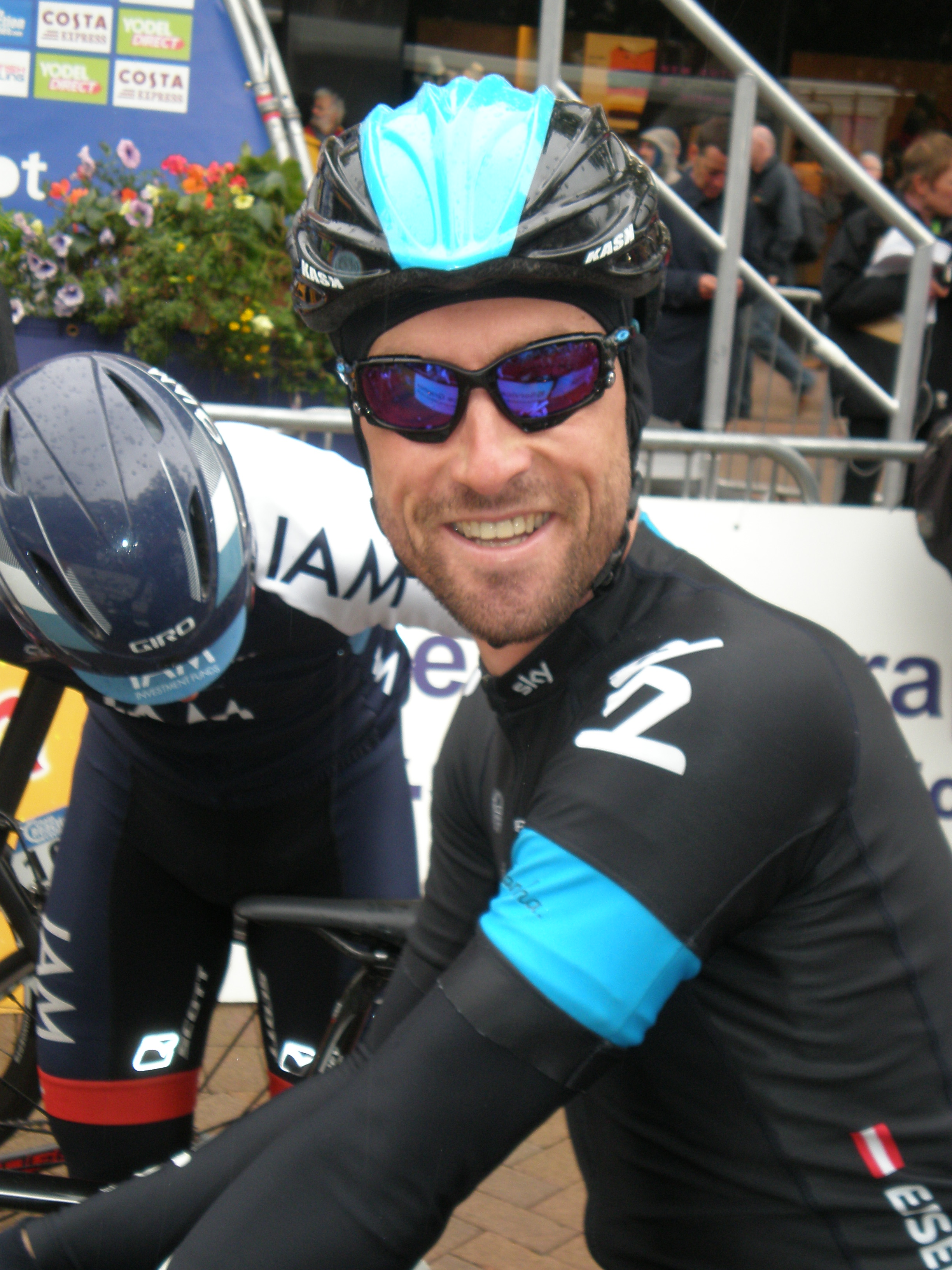
Bernhard Eisel (2006, 2010, 2011)
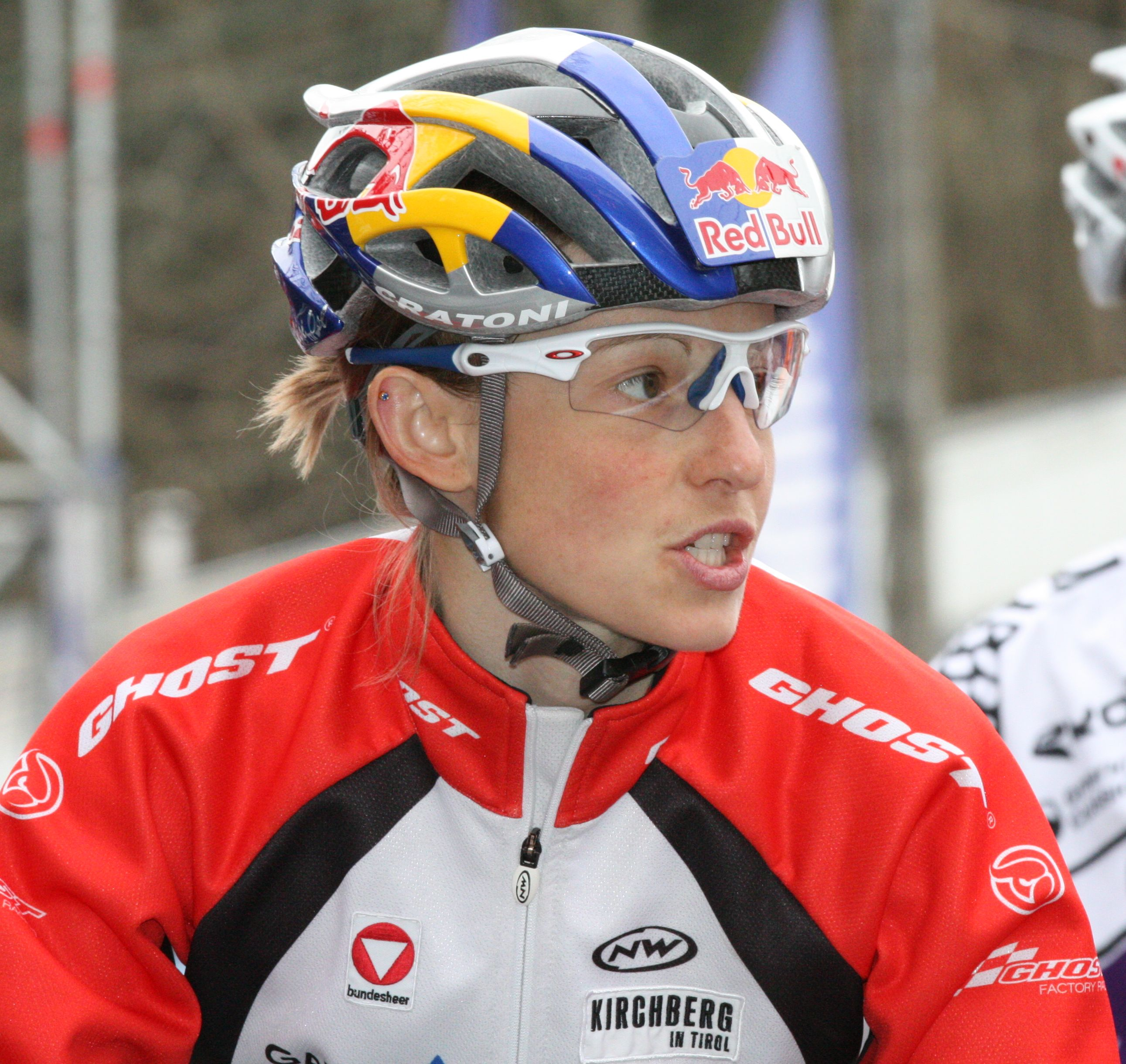
Elisabeth Osl (2009)
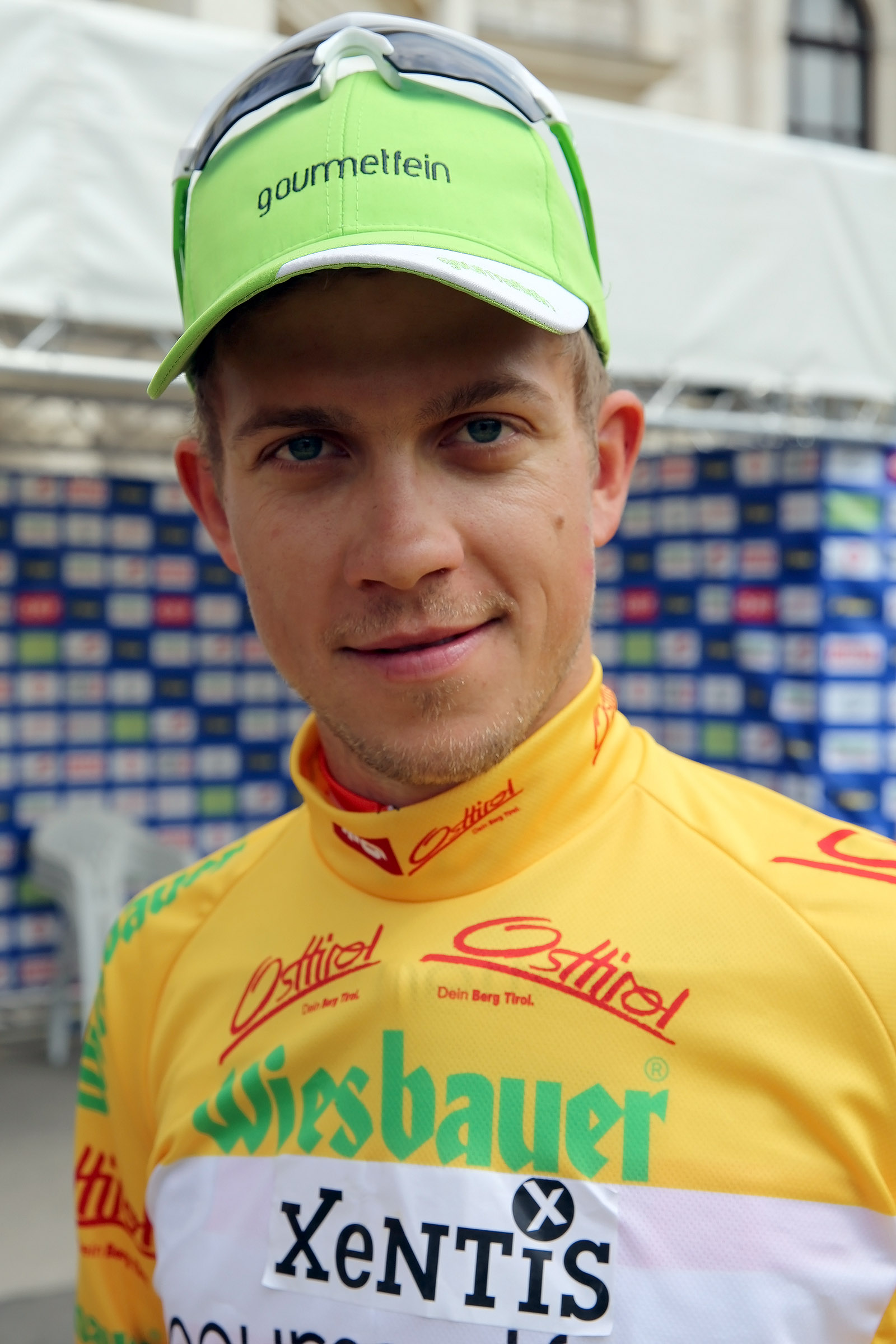
Riccardo Zoidl (2013)
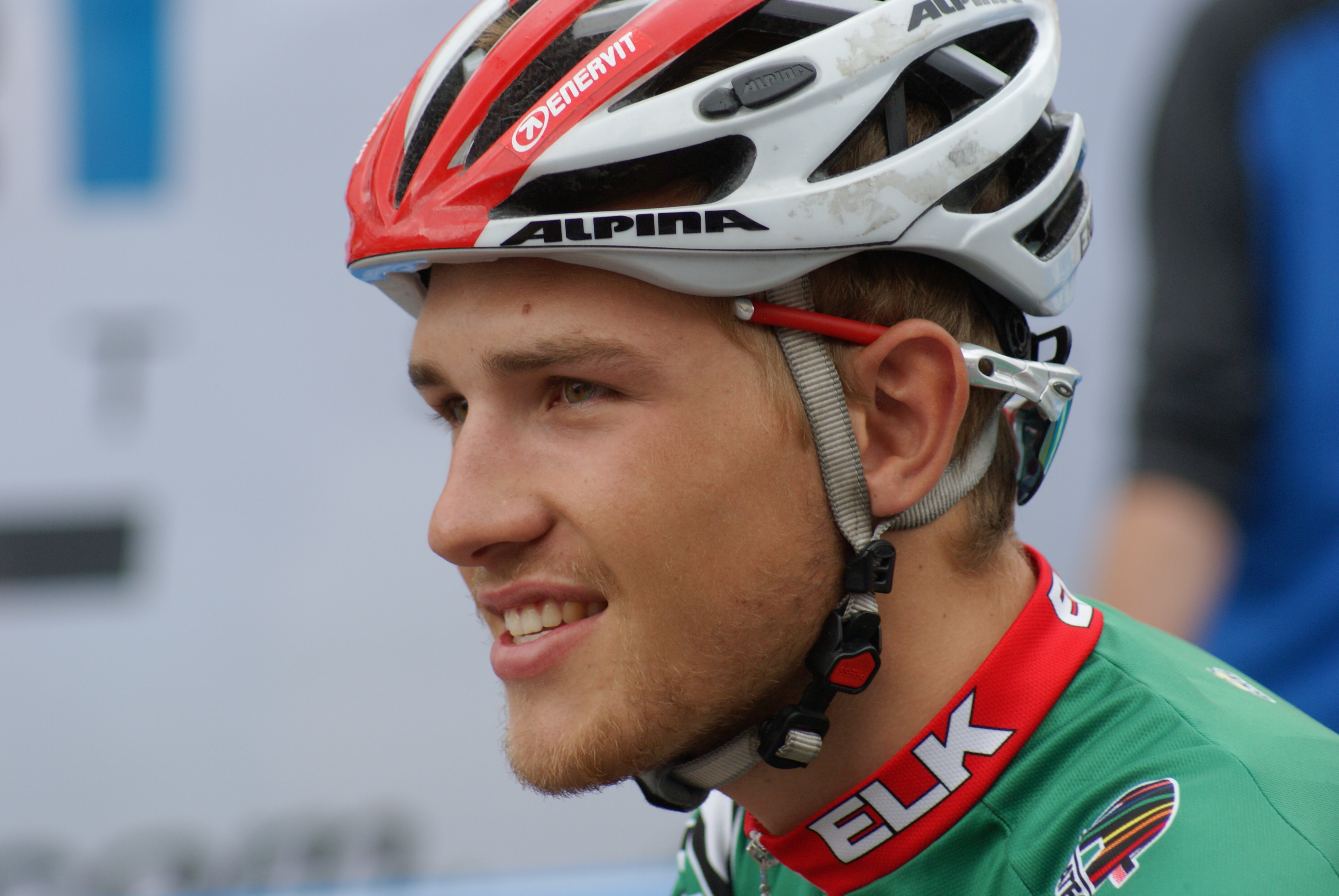
Matthias Brändle (2014)
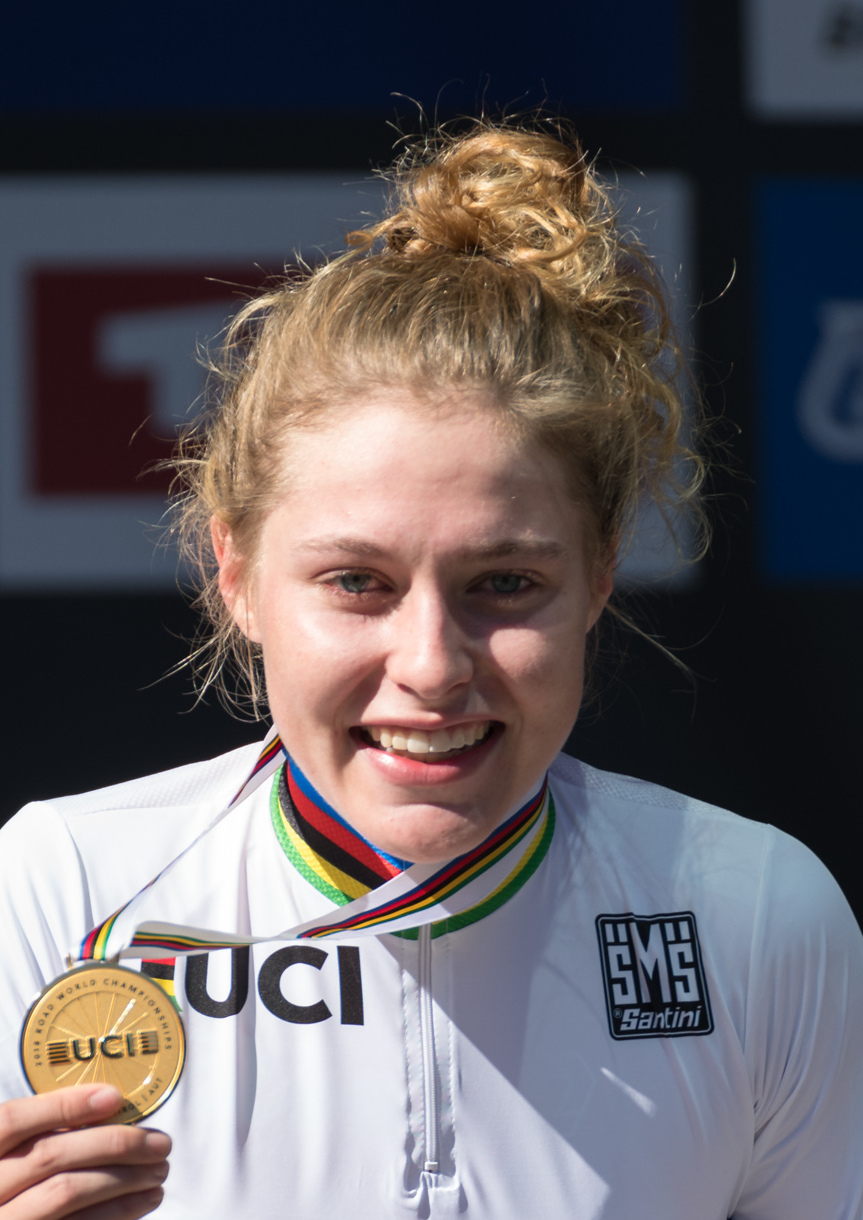
Laura Stigger (2018)
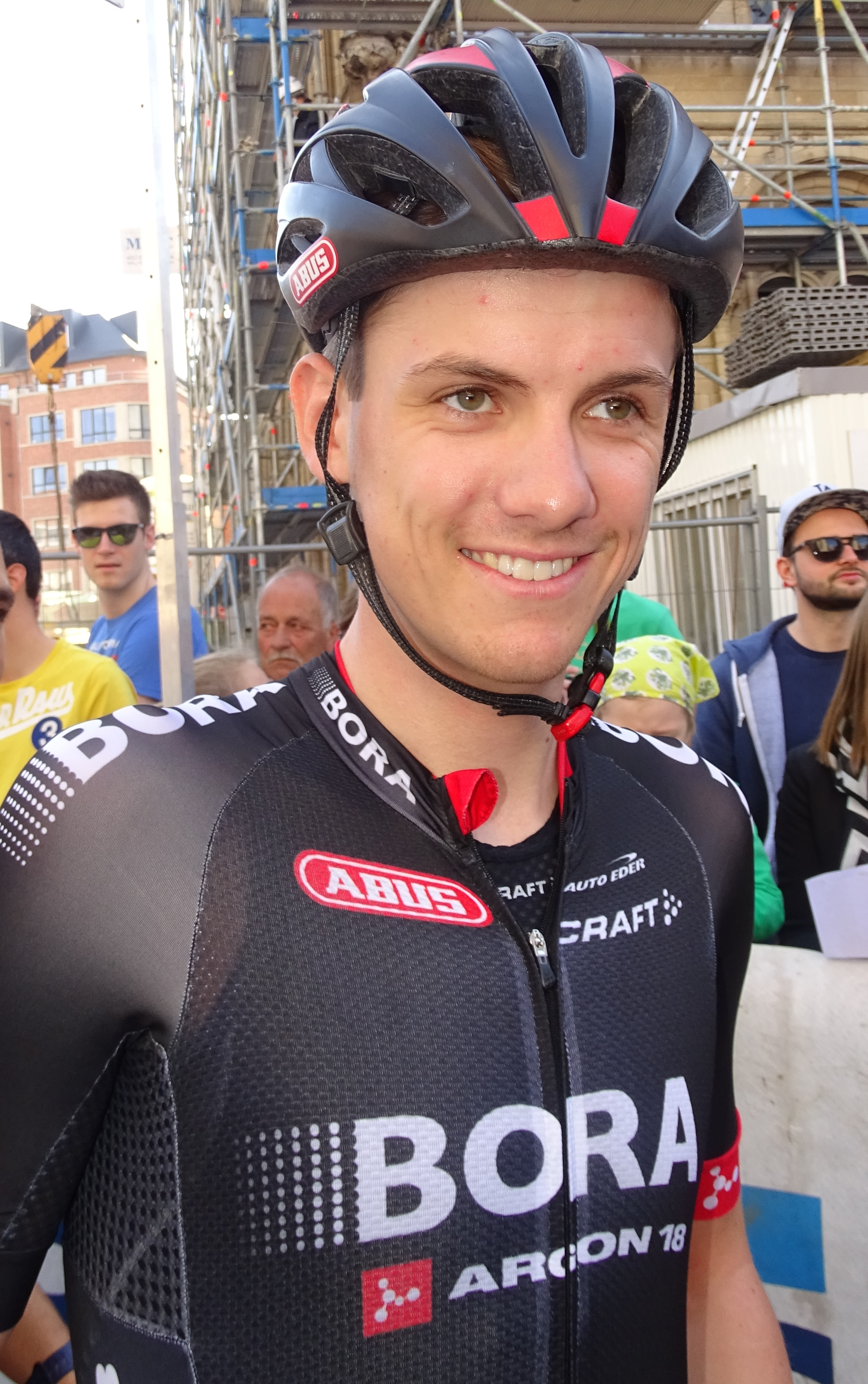
Patrick Konrad (2019, 2021)
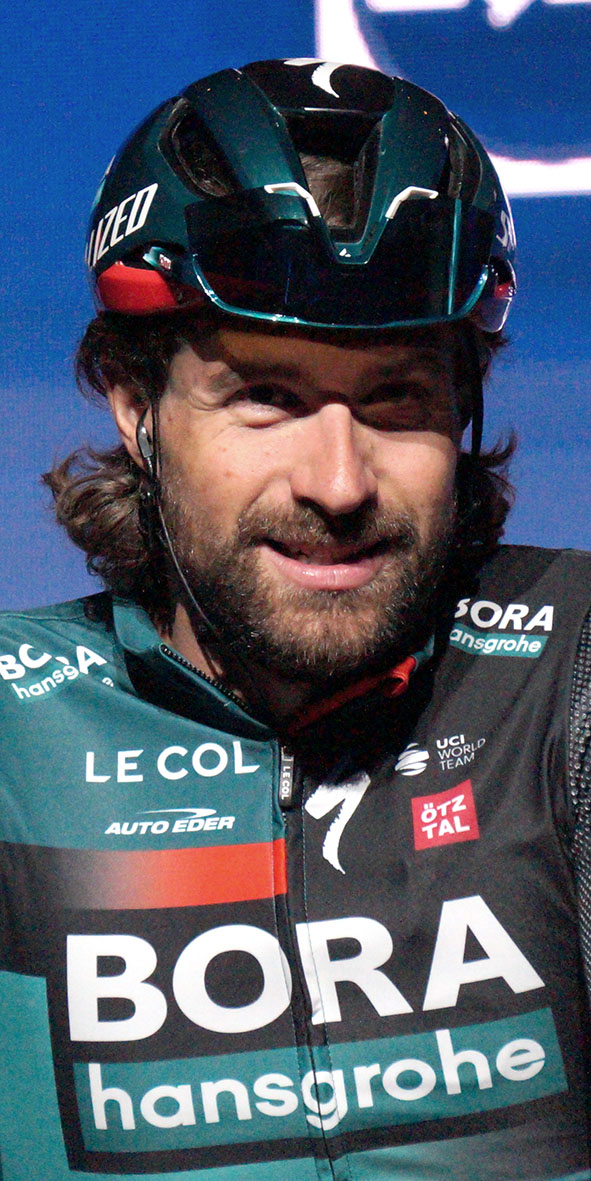
Marco Haller (2022, 2024)
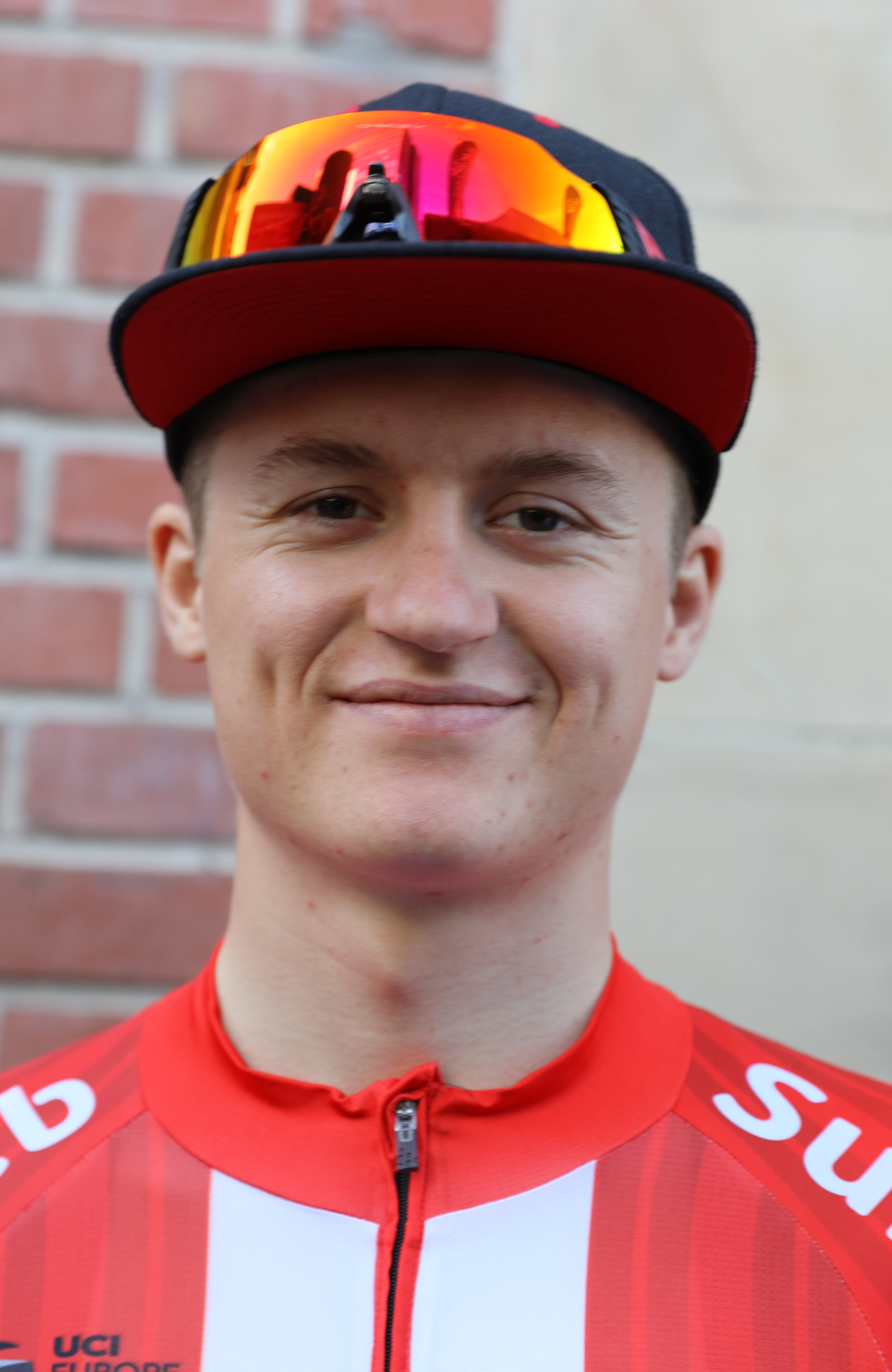
Felix Gall (2015, 2023)

### Frauen Elite
- 2021 Anna Kiesenhofer[11][7]
- 2022 Valentina Höll[12]
- 2023 Christina Schweinberger[9]
- 2024 Christina Schweinberger -2-[10]

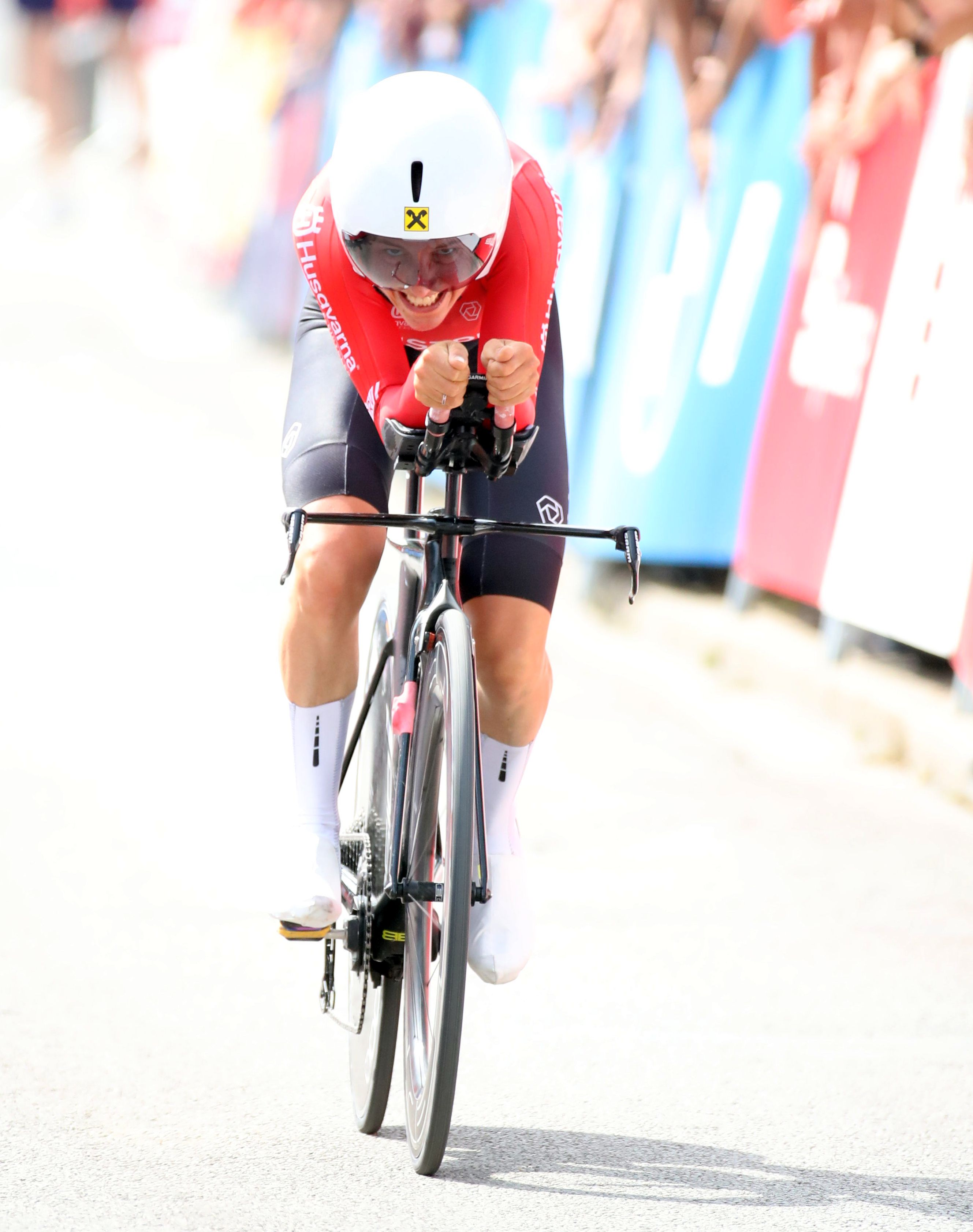
Anna Kiesenhofer (2021)
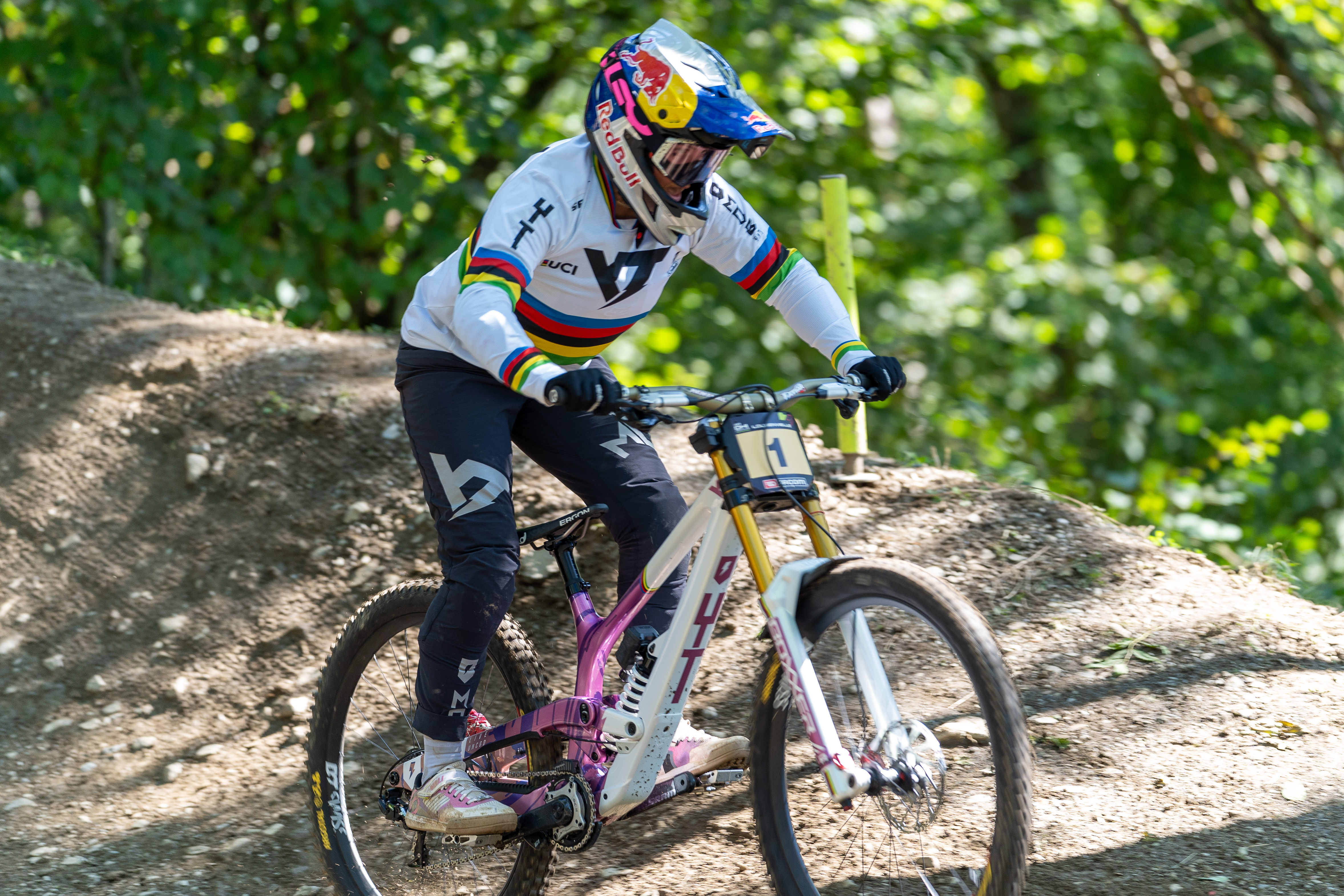
Valentina Höll (2022)
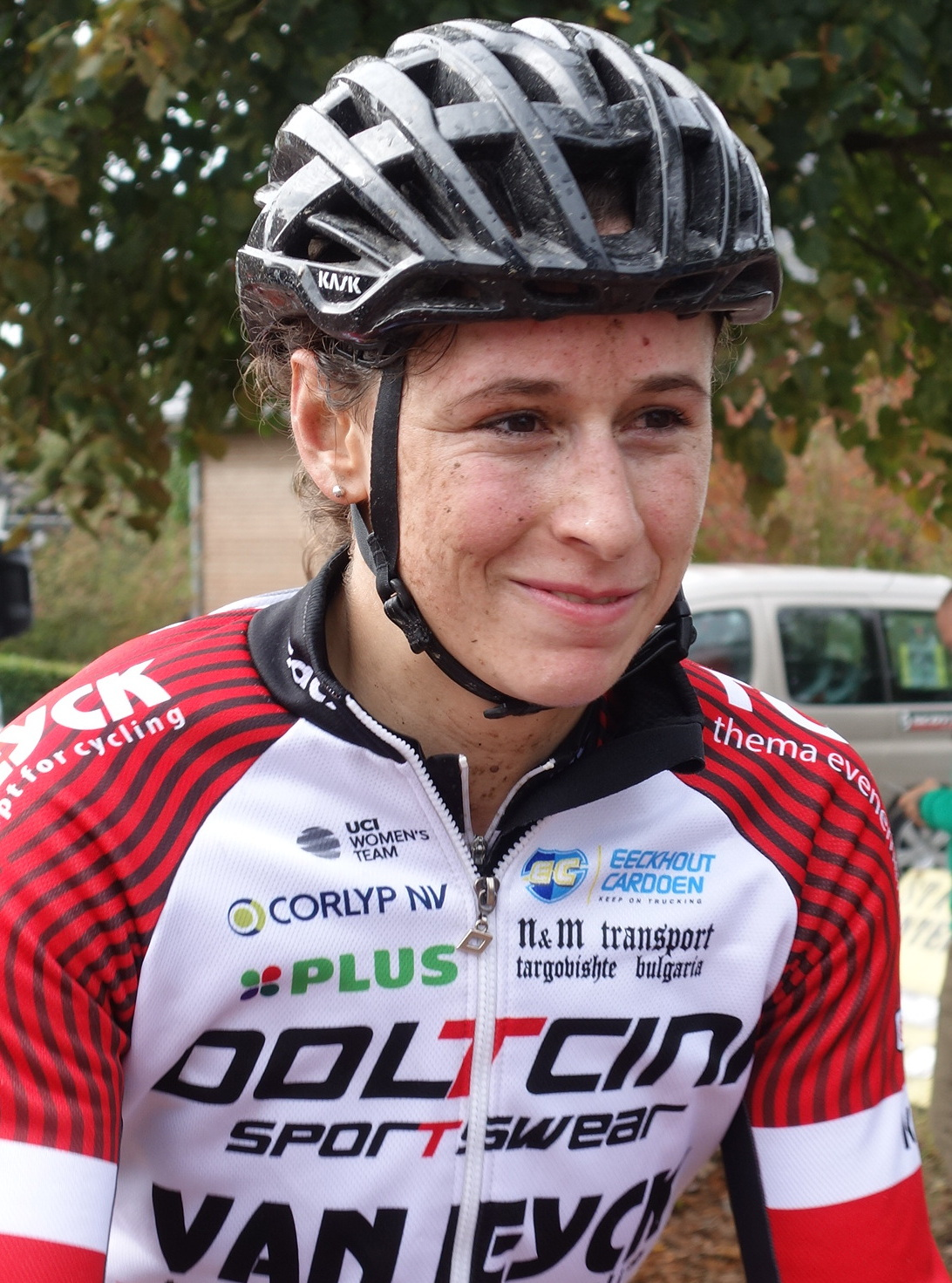
Christina Schweinberger (2023, 2024)

### Männer Paracycling
- 2021 Walter Ablinger[13]
- 2022 Thomas Frühwirth[13]
- 2023 Thomas Frühwirth -2-[9]
- 2024 Thomas Frühwirth -3-[10]

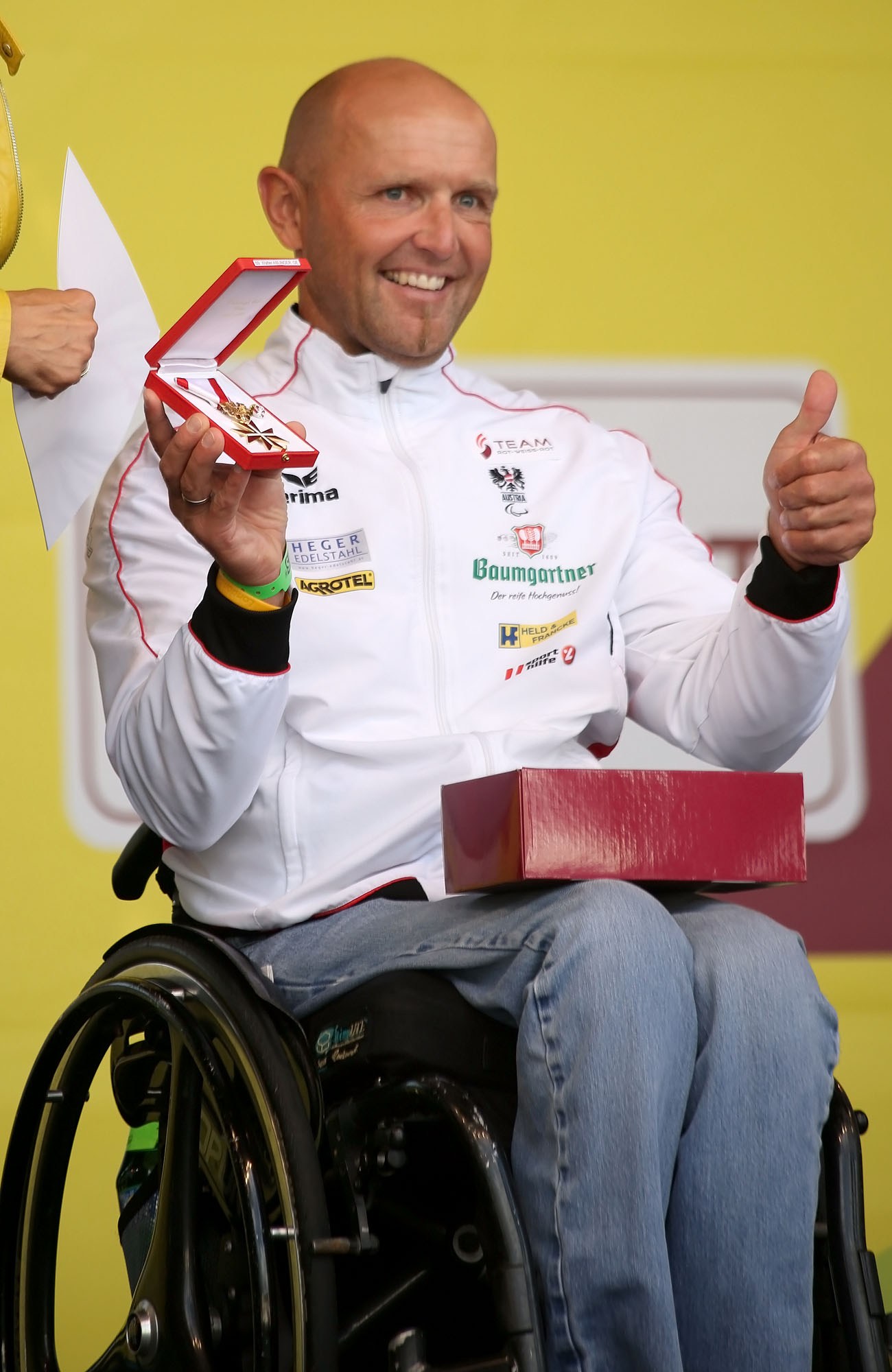
Walter Ablinger (2021)
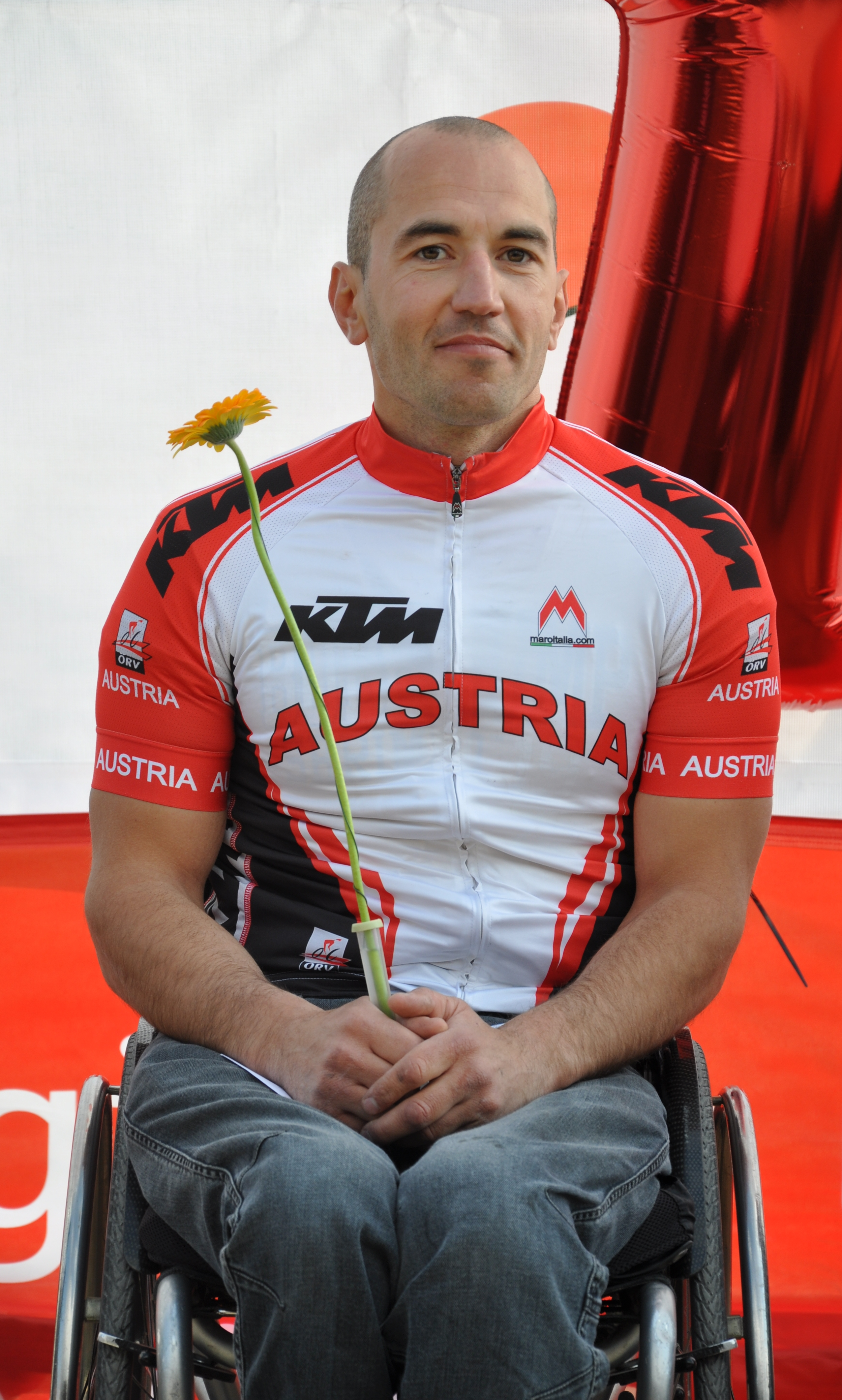
Thomas Frühwirth (2022, 2023, 2024)

### Frauen Paracycling
- 2022 Cornelia Wibmer[13]
- 2023 Svetlana Moshkovich[9]
- 2024 Svetlana Moshkovich -2-[10]

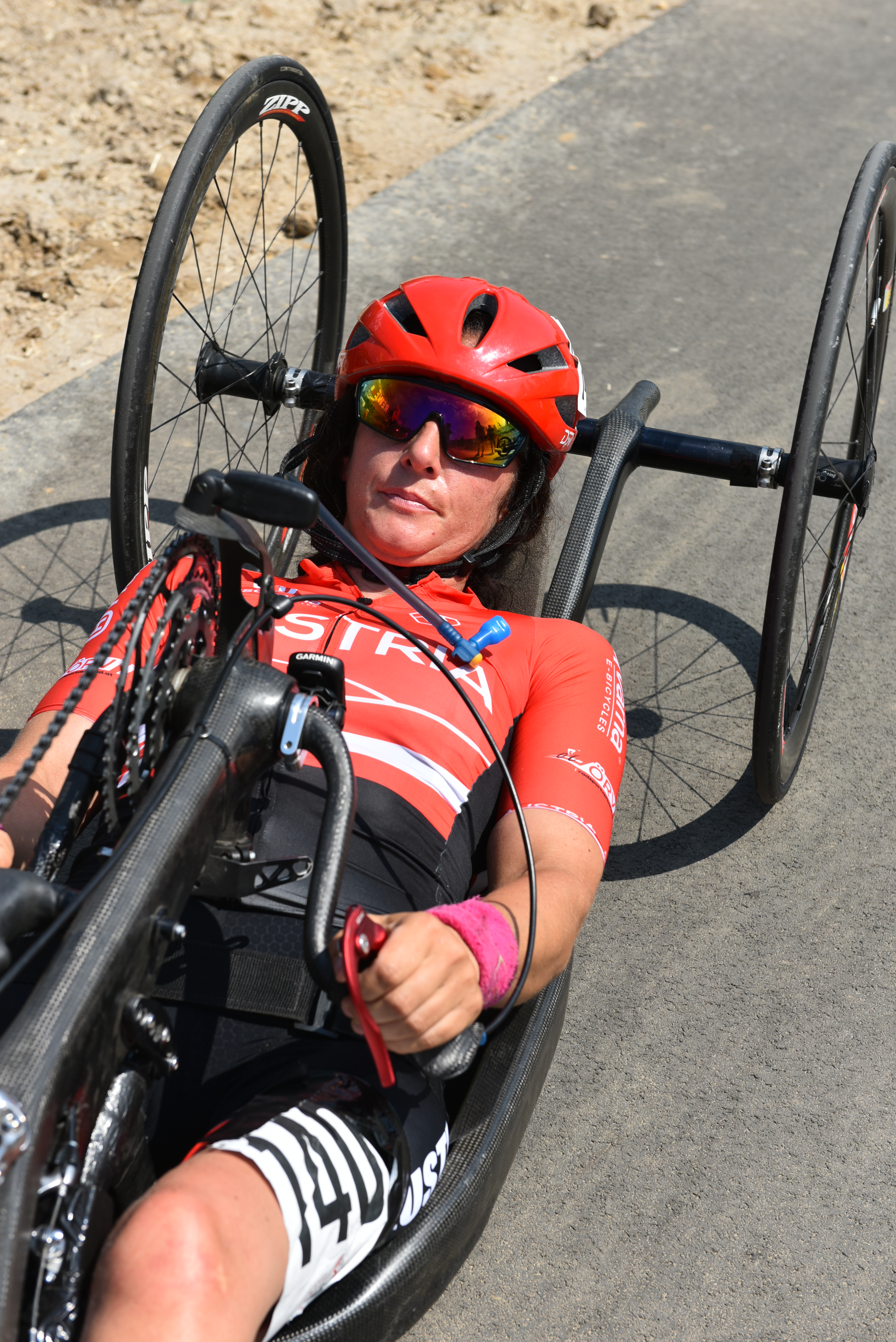
Cornelia Wibmer (2022)
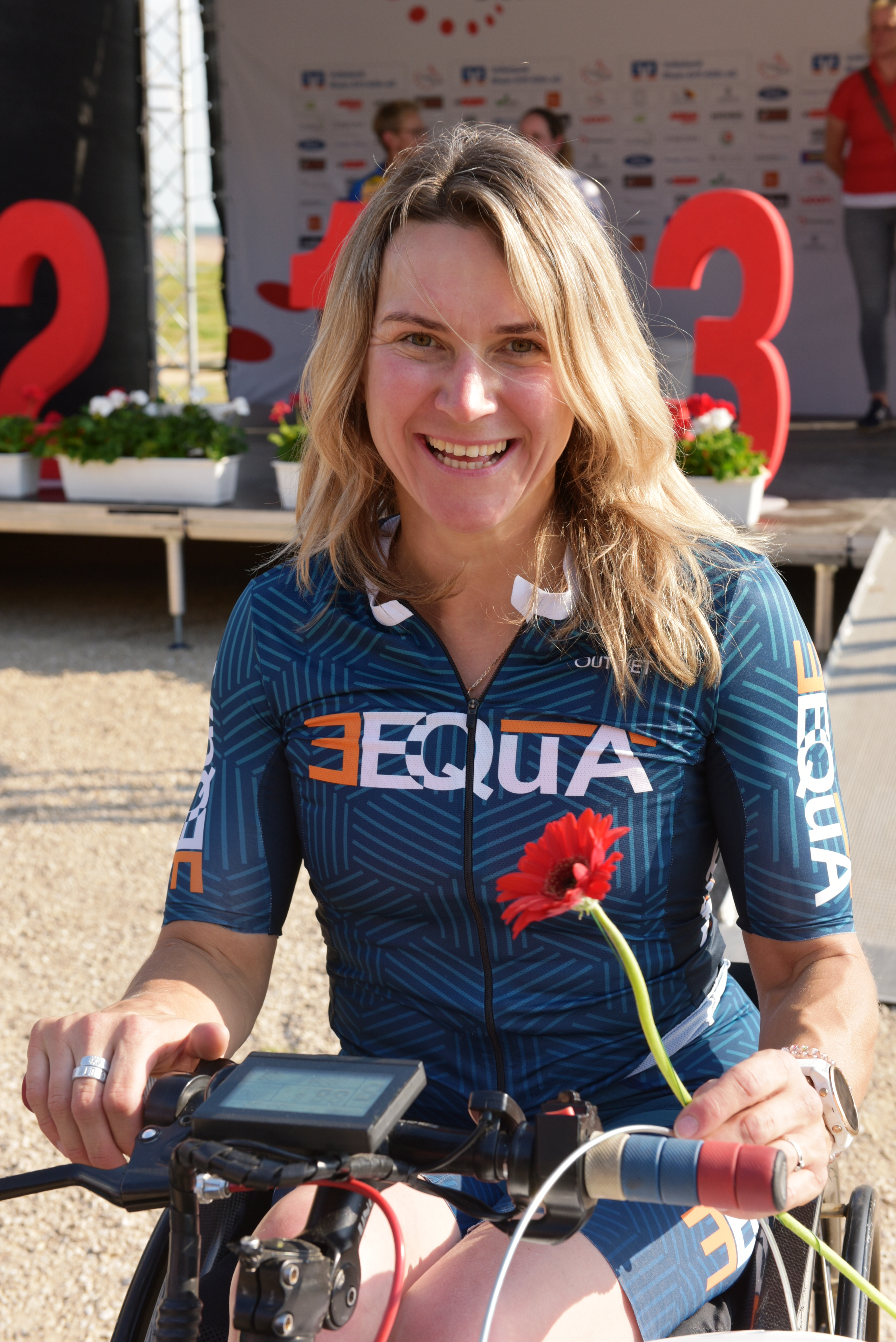
Svetlana Moshkovich (2023, 2024)